# Phillips (Rennwagen)
Phillips war ein US-amerikanischer Chassis-Hersteller im Monoposto-Rennwagenbau der 1950er-Jahre.

## Geschichte
Phillips baute Rennwagen für die AAA-Championship bzw. die USAC National Championship und nahm zwischen 1954 und 1962 an den Rennen teil. In der AAA und USAC-Serie – frühen Vorläufern der Indycar-Meisterschaft – gelangen bei 77 Einsätzen insgesamt 12 Podiumserfolge mit dem Auto. Beste Platzierung war ein Sieg bei einem Sprintrennen auf dem Langhorne Speedway über lediglich 10 Runden das Phillips-Pilot Don Branson gegen u. a. Tony Bettenhausen und A. J. Foyt gewann. Bei den 77 Einsätzen schied der Wagen 24 mal vorzeitig aus. 11 mal startet ein Phillips aus der Pole Position.
Phillips-Rennwagen wurden beim 500-Meilen-Rennen von Indianapolis zwischen 1954 und 1962 von Don Freeland, Bob Veith, Don Branson, Al Keller und Bud Tingelstad gefahren. Die beste Platzierung erreichte dabei Freeland der 1956 seinen Phillips auf den dritten Rang steuerte. Freeland wurde im selben Jahr Meisterschaftsdritter der USAC National Championship auf dem Phillips-Offenhauser-Rennwagen.